# Condition des femmes en Guinée
La condition des femmes en Guinée est particulièrement mauvaise. Aux limitations s'appliquant à toutes les personnes vivant sous un régime de junte, s'ajoutent les inégalités de genre spécifiques,  pour lesquelles la Guinée figure dans les derniers rangs des classements internationaux. Malgré un arsenal juridique se voulant égalitaire et une participation significative à la vie économique, la prégnance du droit coutumier et l'image dévalorisée des femmes aboutissent à des mariages forcés et précoces, et à des violences et des mutilations sexuelles touchant la quasi-totalité d'entre elles (85 % sont touchées par les violences conjugales, 92 % par des violences basées sur le genre et 97 % par les excisions), . Leurs tentatives pour faire valoir leurs droits, freinées par un faible taux d'alphabétisation, se heurtent à l'hostilité de la société et à la corruption fréquente des forces de l'ordre et des magistrats.

## Représentation et histoire du rôle des femmes
Dans le combat pour l'indépendance de la Guinée, les femmes ont été activement présentes. Jusque là peu considérées, sinon comme des esclaves selon les dires de l'une d'entre elles, nombreuses sont celles à apprécier les propos émancipateurs de Sékou Touré, qui dit vouloir répondre à leurs revendications de plus d'infrastructures et de services, insatisfaites sous la colonisation française. Elles adhèrent en nombre à son parti, le Rassemblement démocratique africain (RDA), et se montrent très actives pour dénoncer en 1954 l'élection truquée de son adversaire Barry Diawadou, en créant des chants et des danses, meilleur vecteur alors pour propager leurs idées au sein d'une communauté féminine peu alphabétisée. Mafory Bangoura, considérée comme la responsable de l'introduction des femmes au sein du RDA, est la première à former une des milices 100 % féminines, qui n'hésitent pas à s'en prendre physiquement à leurs adversaires politiques. Avec Nabya Haidara, une guerrière métisse soussou-libanaise, elles marquent les mémoires.  
Le mariage est considéré comme quasiment l'unique moyen d'acquérir un statut social, et en 2013, seules 0,2 % des femmes de la tranche d'âge 45-49 ans sont célibataires (11 % chez les 25-29 ans). Lorsqu'une femme mariée meurt, ses sœurs subissent une forte pression sociale pour que l'une d'elles se marie au veuf. Qu'elles soient célibataires, divorcées ou veuves, très peu vivent seules, un statut considéré comme dangereux et en butte à la réprobation sociale.  

## Indicateurs socio-démographiques

### Accès à l'éducation
.En 2021, le ratio de filles par rapport aux garçons est respectivement de 0.88 en primaire, 0.74 dans le secondaire inférieur et de 0.79 dans le secondaire supérieur.
En 2002, la Guinée a adhéré à un programme international multipartite en vue de d'accélérer l'atteinte des objectifs du millénaire. Il a notamment promis le développement d'écoles et de sanitaires parmi celles existantes, attribué des bourses, et intégré un code de conduite à l'intention des enseignants proscrivant les abus sexuels sur les filles. Ces mesures ont entraîné une légère amélioration de la scolarisation des filles sur les cinq premières années.
Pour tenter d'augmenter la scolarisation des filles, l'UNICEF et le gouvernement ont d'autre part lancé des écoles informelles, les « écoles NAFA » dites aussi « écoles de la seconde chance » visant en particulier les jeunes non scolarisés ou déscolarisés. Ces écoles étaient présentées comme un axe stratégique en 2007 et comptait 186 écoles. Elles touchaient alors moins de 1 % de la population concernée, avec des ambitions revues à la baisse en raison d'un manque d'implication financière du gouvernement et des communautés locales, et les manques de professeurs et de locaux en découlant.  Les effectifs sont de 3 165 élèves dont 2 719 filles pour 92 établissements en 2020.
Par contre, aucune mesure spécifiques visant les filles employées comme domestiques n'était prévue en 2007.

### Accès à la santé
Le taux de mortalité maternelle est de 558 pour 100 000 naissances vivantes en 2024. Ce chiffre élevé s'explique notamment par un manque de personnel qualifié dans le secteur de la santé, renforcé par les  difficultés d'accès à des centres de santé pour les populations rurales. En raison probablement du nombre élevé de mariages précoces, 4 % des Guinéennes en âge de procréer, soit environ 124 000 femmes étaient atteintes d'une fistule obstétricale et soufraient de la stigmatisation afférente à cette maladie en sus de ses effets directs sur la santé, dans un contexte où peu de médecins sont formés à sa chirurgie. L'unique hôpital proposant habituellement ce type de chirurgie réparatrice, situé dans le nord-est du pays, aurait pratiqué 500 interventions à titre gratuit entre 2018 et 2023, sans que l'on connaisse le nombre d'interventions payantes. Selon l'étude d'une cellule de recherche en santé de la reproduction en Guinée, aux difficultés intrinsèques citées et à la faible part du budget gouvernement alloué à la santé— 5 % au lieu des 15 % prévus par l'appel d'Abuja — s'ajouterait « forte prévalence des mauvais traitements perpétrés par les personnels de santé dans la prise en charge obstétricale ».

## Problématiques sociales

### Traite et travail domestique des enfants
La traite et le travail des enfants sont légalement interdits. Toutefois,  la traite des enfants et adultes est une réalité en Guinée et dans les pays limitrophes, et le travail domestique des filles socialement admis.

### Excision et mutilation
Si plusieurs lois interdisent l'excision en Guinée, environ 95 % des Guinéennes continuent pourtant de subir cette pratique note Le Monde en 2025.

### Mariages précoces
Outre que les Guinéennes se marient jeunes, avec 3 femmes sur 5 mariées avant 17 ans en 2015, les mariages précoces et forcés sont nombreux dans la plupart des groupes ethniques et religieux du pays.

### Violence basée sur le genre
Le souvenir des massacres du 28 septembre 2009, avec plus de 100 femmes retenues en esclavage sexuel ou victimes de viols de masse est encore dans les mémoires. Le procès, achevé en 2024, n'a pas permis pour Kadiatou Konaté, figure de la nouvelle génération féministe et cofondatrice du Club des jeunes filles leaders de Guinée, d'ouvrir un vrai débat sur la question des violences de genre : « Lors des audiences, des accusés ont suscité des rires car ils faisaient leur show. On a regardé ces audiences comme un divertissement sans s’interroger sur les questions de fond et celles des droits des femmes ».

### Participation à la vie politique et publique
Les Guinéennes ont acquis le droit de vote en 1958.
Le taux de participation des femmes aux instances parlementaires a été successivement de 22.81 % en 2020, de 16.71 % en 2021 et monte à 29.61 % en 2022, après désignation par le chef de la junte des membres du Conseil national de transition, dont la date de fin n'est pas annoncée.
En 2018, lorsque le gouvernement Ibrahima Kassory Fofana ne retient que 4 femmes dans son équipe, soit 10 %, des femmes manifestent leur colère en ligne et en font le reproche à Alpha Condé : 

« le Professeur Alpha Condé, s’est engagé solennellement à dédier son mandat à la cause des couches les plus vulnérables de la société guinéenne, notamment les femmes et les jeunes. Sept ans et demi après, et à 31 mois de la fin de son second mandat, force est de constater que ses promesses sont et demeurent des déclarations d'intentions. Les femmes, en particulier, sont faiblement représentées dans l'appareil d'État. Dans la classe politique, elles sont quasiment confinées aux seconds rôles. [...] Bref, les femmes ne tiennent pas les leviers de décisions comme elles le mériteraient dans ce pays. »

73 d'entre elles forment le collectif «  #PasSansEllesGN » pour dénoncer le double discours du président.
Deux députées soutenues par 80 parlementaires déposent alors une proposition de loi visant la parité, loi qui est adoptée l'année suivante mais en 2024, alors que le nouveau Premier ministre Amadou Bah Oury s'engage à composer un gouvernement comportant au moins 30 % de femmes, elles ne sont finalement que six sur les 29 ministres nommés, soit environ 20 %.
Si les femmes sont peu élues ou nommées à des postes à responsabilité, elles sont présentes dans la vie publique et n'hésitent à manifester pour faire part de leurs revendications. En 2018, une manifestation spontanée de femmes proteste contre les 101 morts décomptées dans des manifestations depuis l'arrivée au pouvoir d'Alpha Condé. Bien que ces manifestations soient moins nombreuses depuis qu'elles ont été interdites en 2022 par la junte arrivée au pouvoir l'année précédente avec à sa tête le général Mamadi Doumbouya, des habitantes bloquent l'accès à Conakry en février 2024. Elles protestent initialement contre les promesses non tenues d'indemnisation après l'explosion du principal dépôt d’hydrocarbures de Guinée en décembre ayant fait 25 morts, des centaines de blessés, et de nombreux dégâts aux habitations. Leurs revendications s'élargissent avec notamment des protestations contre le prix élevé des produits de première nécessité, la répression de l'opposition et la censure d'Internet.  

### Emploi
La vie professionnelle fait l'objet d'une forte ségrégation, avec des emplois à salaires moindres pour les femmes, et celles-ci sont surreprésentées dans le secteur informel. 

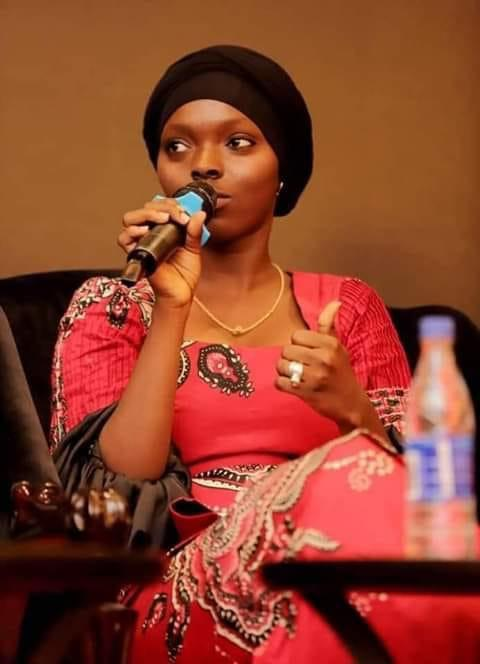
Hadja Idrissa Bah.

## Féminisme et luttes féminines
Les mouvements locaux en faveur de la réduction des inégalités de genre sont particulièrement soutenus par les ONG internationales, qui y voient un levier pour le développement du pays. 

## Pionnières
- Jeanne Martin Cissé, première femme à présider le Conseil de sécurité des Nations unies.
- Binta Pilote, première femme pilote d'Afrique
- Mafory Bangoura,  militante pour l'indépendance de la Guinée